# Tac..!
Tac è un album musicale di Franco Califano, pubblicato nel 1977 per l'etichetta discografica Ricordi, orchestra diretta da Francisco Aranda. 

## Tracce
1. Tac (Franco Califano)
2. Monica (Franco Califano-Frank Del Giudice-Douglas Gattini)
3. Io non piango (Franco Califano-Frank Del Giudice)
4. Pier Carlino (Franco Califano-Frank Del Giudice-Douglas Gattini)
5. L'ultima spiaggia (Franco Califano)
6. Balla ba (Franco Califano-Luciano Ciccaglioni)
7. Capodanno (Franco Califano-Frank Del Giudice)
8. La pelle (Franco Califano-Frank Del Giudice-Douglas Gattini)
9. Ma che ci ho (Franco Califano-Francisco Aranda-Guiller Morales)
10. Cesira (Franco Califano-Francisco Aranda)
11. Il campione (Franco Califano)